# Камчатка (река)
Камча̀тка (Голяма) е река в Азиатската част на Русия, Далечния Изток, Камчатски край, вливаща се в Берингово море. Дължината ѝ е 758 km, която ѝ отрежда 79-о място по дължина сред реките на Русия.

## Географска характеристика

### Извор, течение, устие
Река Камчатка води началото си под името Езерна Камчатка от дълбок чашкообразен циркус в южната част на Средищния хребет, на 1352 m н.в., в южната част на Камчатски край. След устието на десния си приток река Права (Дясна) Камчатка завива на север и тече в тази посока около 500 km през Централнокамчатската долина, простираща се между Средищния хребет на запад и Източния хребет на изток. Тук течението на реката придобива типичен равнинен характер – с множество меандри, дели се на ръкави, с дълги и тесни острови между тях. В долното си течение реката заобикаля от запад и север планинския масив на Ключевската вулканска група, след което завива на изток, чрез теснината Големи Шчоки проломява хребета Кумроч и излиза на крайбрежната низина. Влива се в северозападната част на Камчатския залив на Берингово море, при село Уст Камчатск. Преди вливането си в океана, река Камчатка се свързва чрез проток с езерото Нерпиче, което е най-голямото езеро на полуостров Камчатка.

### Водосборен басейн, притоци

#### Водосборен басейн
Водосборният басейн на Камчатка има площ от 55,9 хил. km2 и се простира в източната част на полуостров Камчатка и граничи със следните водосборни басейни:
- на север, изток и югоизток – водосборните басейни на река Жупанова и други по-малки, вливащи се в Берингово море;
- на запад и северозапад – водосборните басейни на реките Голяма, Облуковина, Ича, Хайрюзова, Тигил и други по-малки, вливащи се в Охотско море.

#### Притоци
Във водосборния басейн на реката има 7707 реки с обща дължина 30 352 km със среден коефициент на гъстотата на речната мрежа 0,54 km/km2. 602 реки от всичките имат дължина над 10 km, като 9 от тях са с дължина над 100 km:
591 ← Кавича 108 / 1000
550 → Кирганчик 121 / 1460
497 → Голяма Кимитина 105 / 2330
473 ← Китилгина 140 / 2840
400 ← Щапина 172 / 3420
322 ← Толбачик 148 / 2110
299 → Козиревка 222 / 8440
144 → Еловка 244 / 8240
74 ← Голяма Хапица 111 / 1960

### Хидрография
Подхранването на реката е от смесен тип, като преобладава подземното – 35% (поради значителното каличество валежи, процеждащи се във водопроницаемите вулканични скали и попълващи запасите на подземни води), снежно – 34%, ледниково – 28%, дъждовно – 3%. Пълноводието на реката е разделено на два периода. Първият период е през май и юни е обусловен от топенето на снеговете в Централнокамчатската долина, а вторият през юли и август – от топенето на снеговете и ледниците в околните планини. След двете големи пълноводия настъпва трето по-слабо пълноводие, дължащо се на продължаващото топене на ледниците в планините и обилните подземни води в басейна на реката. В края на октомври започва маловодния период, който трае до края на април или началото на май със средна продължителност 170 – 180 дни. Среден годишен отток на 35 km устието 963 m3/s, което като обем се равнява на 30,4 km3. Реката замръзва през ноември, а се размразява в края на април или началото на май.

## Населени места
По течението на Камчатка са разположени няколко десетки населени места, по големи от които са: град Ключи (в долното течение) и селата Пущино, Шароми, Милково (районен център), Кирганик, Долиновка, Тайожний, Лаза, Атласово, Козиревск, Майское и Уст Камчатск.

## Стопанско значение
По долината на реката, от устието на река Права (Дясна) Камчатка до град Ключи на протежение от 388 km преминава участък от автомобилния път Петропавловск Камчатски – Уст Камчатск.
До средата на ХХ в. корабоплаването по Камчатка се е осъществявало до село Милково (на 576 km от устието) и е обикновено е продължавало от май до октомври. Сега, поради изграждането на автомобилния път, свързващ град Петропавловск Камчатски с всичките селища по долината на реката, речното корабоплаване е практически прекратено.
Реката е богата на риба и е място за размножаване на много ценни видове сьомга, включително кралска. Извършва се промишлен и любителски риболов. В басейна на Камчатка се срещат и развъдените сребриста каракуда, амурски шаран, сибирски гулеш. Реката често се използва от туристите за извършване на водни походи от Уст Камчатск. Долината на реката е мястото на най-голямо разпространение на иглолистни гори на полуостров Камчатка. Видовете, които растат тук, са охотска лиственица(Larix ochotensis) и аянска ела (Picea ajanensis).
Долината на реката се намира в сеизмично активна област с активна вулканична дейност. При вулканичните изригвания са възможни кални потоци поради топенето на ледниците в басейна на реката. Най-известен е калнокаменния поток, свързан с катастрофалното вулканично изригване през март 1956 г. на вулкана Безименни, в хода на което калния поток се придвижва по река Голяма Хапица – един от притоците на Камчатка. На някои отделни места, поради горещи извори в района, реката не замръзва през цялата година.

## Откриване и изследване
В периода 1662 – 68 г.руският казак първопроходец И. Меркурев при пътешествието си по полуостров Камчатка за събиране на данък от местното население пръв достига до река Камчатка и дава първите сведения за нея. През 1697 г. Владимир Атласов по време на похода си по полуострова пръв плава нагоре по течението на реката от района на днешния град Ключи почти до изворите ѝ. От 1737 до 1741 г. руският учен Степан Крашенинников извършва първите научни изследвания в басейна на река Камчатка и на целия полуостров Камчатка.